# Exocentrus leucovittipennis
Exocentrus leucovittipennis är en skalbaggsart som beskrevs av Stefan von Breuning 1969. Exocentrus leucovittipennis ingår i släktet Exocentrus och familjen långhorningar. Inga underarter finns listade i Catalogue of Life.